# Sanguinetto

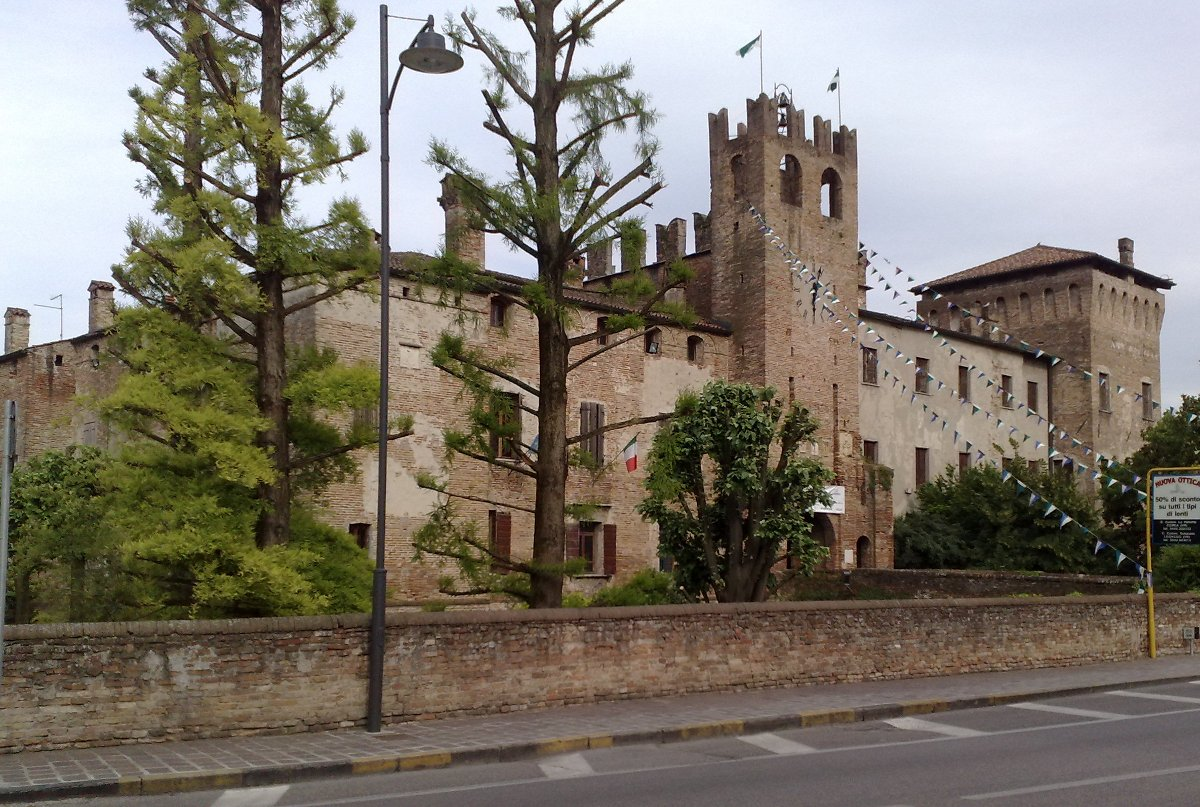
Burganlage von Sanguinetto

Sanguinetto ist eine nordostitalienische Gemeinde (comune) mit 4181 Einwohnern (Stand 31. Dezember 2023) in der Provinz Verona in Venetien. Die Gemeinde liegt etwa 31,5 Kilometer südsüdöstlich von Verona.

## Geschichte
In Sanguinetto ist eine Scaligerburg aus dem 14. Jahrhundert erhalten geblieben. 1232 wurde Sanguinetto durch das Heer Mantuas zerstört. Mehrfach, als Sanguinetto zur Republik Venedig kam, wurde die Ortschaft angegriffen. 1483 durch Ferrara, 1509 durch die kaiserlichen Heere und 1511 durch die Franzosen, die den Ort zerstörten.
Im 17. Jahrhundert wurde dann die eigentümliche Chiesa della Rotonda errichtet.

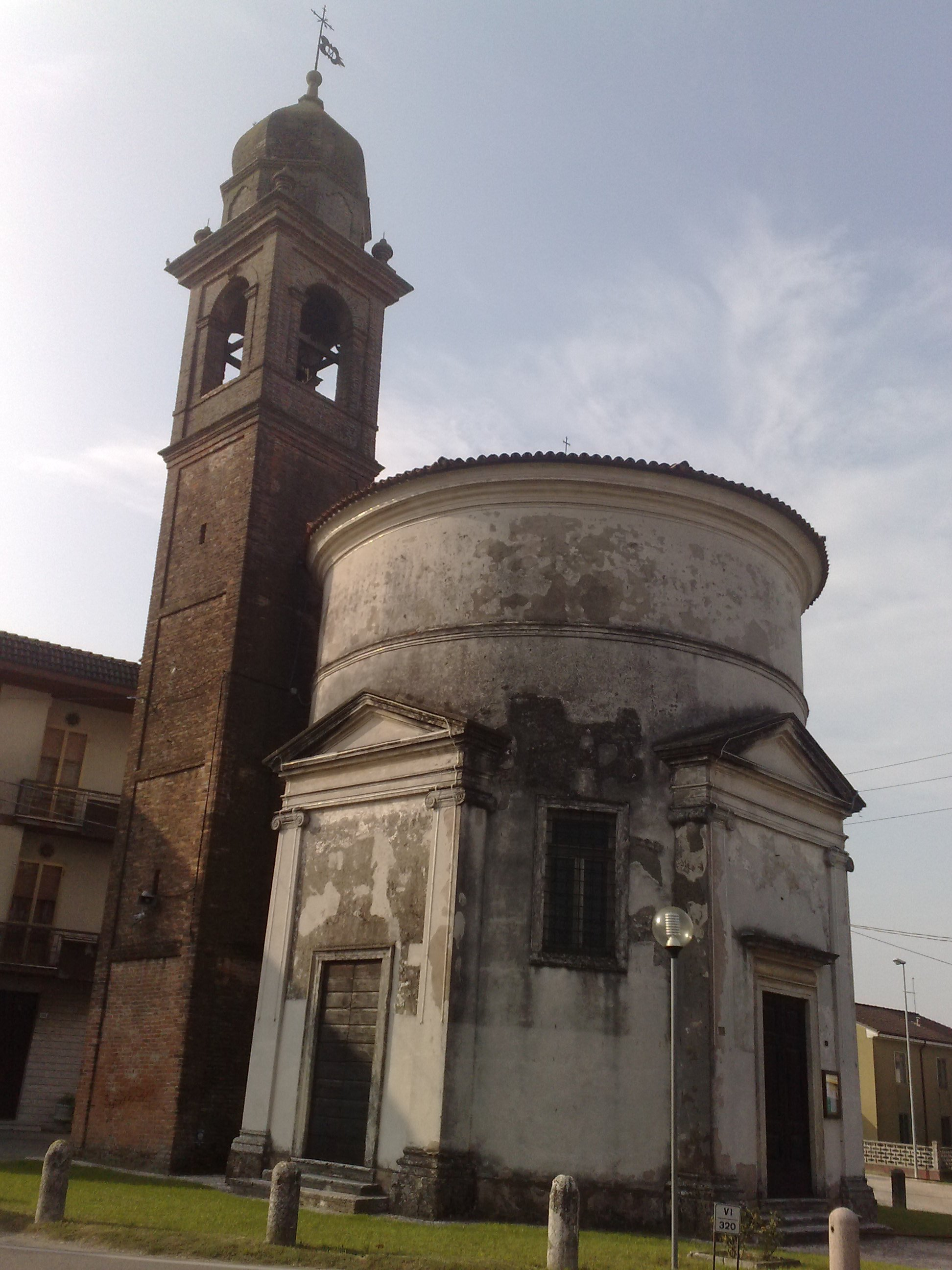
Chiesa della Rotonda in Sanguinetto

## Verkehr
Sanguinetto liegt an der früheren Strada Statale 10 Padana Inferiore (heute eine Regionalstraße) zwischen Mantua und Padua. Der Bahnhof Sanguinettos liegt an der Bahnstrecke von Mantua nach Monselice.

## Persönlichkeiten
- Renato Olivieri (1925–2013), Schriftsteller und Journalist
- Gino Pivatelli (* 1933), Fußballspieler und -trainer

Siehe auch
- Paolo dalla Torre (1910–1993), Conte von Sanguinetto
- Giuseppe Dalla Torre del Tempio di Sanguinetto (1943–2020), Rechtswissenschaftler und General-Statthalter des Ritterordens vom Heiligen Grab zu Jerusalem
- Giacomo Dalla Torre del Tempio di Sanguinetto (1944–2020), Literaturwissenschaftler und Großmeister des Malteserordens